# S·A特優生
《S·A特優生》（S・A）是由南真纪所作，《花与梦》（白泉社）上連載的少女漫画。本漫畫已連載完結，单行本全17卷。累計发行量突破220万部。据此改编的电视动画於2008年4月开始放送。

## 剧情
主角華園光就讀的学校是號稱「超精英贵族学校」的「私立白選館学園高校」。

在这个有点奇怪的学校中，学生们被按照成绩好坏的顺序分到A到F的各级别中。全年级成绩最優秀的7名学生会进入"Special A"（或叫作"S·A"），这些「精英中的精英」享受特别的待遇。不仅制服和别的学生不同，并且可以在被称为樂園的溫室中自修溫習。所以学生们都很憧憬Special A级的学生。次一级的A级的学生也只有14名，A级的学生则是进入S·A的候补人选，只要他们的成绩能够超过S·A成员的话，他们就会入选S·A（相对的，也会有S·A成员被降入A级）。

## 登场人物
声优的表示顺序是广播剧／动画。

### 白選館高校

#### S·A
華園 光（聲：浅野真澄/後藤邑子；台灣：林美秀）
3月20日出生，O型血。身高155cm。家族構成：父・母・兄。喜欢吃饭团。成绩是年级第2位。木匠的女儿。很努力。性格直率，讨厌拐弯抹角。拥有怪力，淘米的时候会把米粉碎，做出的咖喱有被髒毛巾绞过的味道，做出來的饭团還比炮彈硬。（只有彗認為好吃）。从小就进行职业摔跤的活动，因多次被彗擊敗而有「打倒·瀧島!」的生存目標。彗说她「对重要的事情很迟钝，对无意义的事情上很敏感」。「放學後☆瀧島CLUB」的副会長。发烧或者喝酒之后会撒娇，不过本人对此没有记忆。天生在感情方面相當遲鈍，對於瀧島的好意並沒有察覺到是愛情，反而認為他們兩個是競爭對手所以才會這樣，直到瀧島開始主動暗示才發覺自己已經喜歡上他了，由於意外的聽見別人的對談以為愛上就等於輸了，因此故意裝做對瀧島毫無想法但內心十分動搖，動畫12話被瀧島奪走初吻，24話再次與瀧島接吻。
瀧島 彗（聲：鈴村健一/福山潤/清水香里（幼少期）；台灣：何志威／錢欣郁（幼少期））
11月22日出生。A型。身高175cm。家族構成：父・母・弟。小時候十分孤獨的瀧島並沒有什麼朋友對於第一次真心誠意示好的光產生了感情。但由於光對於感情過於遲鈍而令他吃了不少苦頭。喜欢吃光做的食物。年级第1位。瀧島集团社長的儿子。完美超人。读书过目不忘，身手比光還要棒,可以輕易的戰勝野獸，即使經歷大爆炸都沒事。雖然有著不輸給一般人的帥氣樣貌不過卻被櫻說「瀧島與其說是王子還比較像是魔王吧」。经常用「二位さん（榜眼）」和「萬年第二」称呼光来捉弄她。和光交往之中，对想要接近光的男性毫不留情，在看到第2年轉校而来的常盤庵和光的关系很好以后，立下了「常盤 庵、抹殺」的目標。是身兼3家公司的社長（一邊上學一邊經營）。因彗後來接管了3家公司之後，營業額大幅度上升，所以被瀧島家族掌控慎嚴。動畫12話吻了光。
狩野 宙（聲：森田成一/下野紘；台灣：陳宏瑋）
9月9日出生。B型。身高176cm。家族構成：父・母・祖父。喜欢吃甜食（特别是明做的）。曾经是第五位，庵轉入后成了第六位。学園理事長的儿子，如果成绩到了五位以下（正確是六位以下），就会被身為理事長的母親处以「蹦極跳」的私刑。和明交往中。做事有自己的节奏，单纯。是S·A中负责被殴打（和被扔・被捆绑・被踢等等）的角色。有著到各個地方冒險、流浪野外求生的興趣。
東堂 明（聲：浅川悠/生天目仁美；台灣：錢欣郁）
4月19日出生。B型。身高160cm。家族構成：父・母。喜欢吃羊角面包等点心。原来是学年6位，庵轉入后成了7位。航空会社社長的千金。和宙交往中。特别喜欢午饭和喝茶的时间和可爱的女生，尤其是对光有意，因此有时会阻挠彗。和彗以及八尋从小一起玩。
山本 芽（聲：仲西環/高垣彩陽；台灣：林美秀）
2月14日生日。AB型。身高152cm。家族構成：父・母・弟。喜欢吃草莓和润喉糖。学年4位。音楽制作人和天才小提琴家的千金。因为爱惜喉咙，谈话都用笔进行。音楽才能过人，常人听到她的演唱，不把耳朵塞住就会抵抗不住，但只要把音量降低或是在遠處唱就可以唱出好聽的聲音，讓聽眾深深感動。最初由於知道八尋喜歡明，擔心八尋會來破壞S·A的安寧所以打算讓他可以跟自己談戀愛，好讓他可以淡忘掉明跟宙的關係，不知不覺被八尋給吸引，兩人開始有比較密切的交往。可是在龍和純面前不敢用八尋送给她的画板。在考试开始5分钟后就开始睡觉。
山本 純（聲：保志總一朗/代永翼；台灣：錢欣郁）
2月14日出生。AB型。身高167cm。家族構成：父・母・姐。喜欢吃有芝麻菜的沙拉。芽的双胞胎弟弟。学年3位。和姐姐一样，从小开始就和龍一起玩。因为受到小时候在电视上看到的「让在女性面前害羞的人物变得积极」的催眠術的影响，即使到现在，只要被亲吻就像变了一个人『裹純』。對於態度積極的櫻雖然有點困擾但是非常喜歡她，因為櫻是第一個願意接納他這與眾不同的人格，一般是被親吻才會改變，不過只要和櫻四目相交就會人格改變，不过凭借爱的力量挺了过来。对考试很厌倦，会把腿晃来晃去。
辻 龍（聲：野島裕史/堀江一真；台灣：林谷珍）
5月4日出生。A型。身高186cm。家族構成：父・母・姐。喜欢吃辣。学年7位。体育用品制造商的社長的儿子。拥有容易被動物，芽和純亲近的体質。S·A内最为他人着想的人物也是最喜歡這裡的人。他排名比较靠后是因为在意純和芽对考试的態度，一旦為了重要的事情或是在毫無顧慮的情況下可以與彗、光並駕齊驅。

#### 其他学生
筧 肇（聲：-/藤田圭宣；台灣：林谷珍）
3-A班学生，学年1位。私立白選館學園高校的學生會長。由於經常入院，所以被同學忽略。曾經多次挑戰S·A，但從來未曾成功。對光有好感，因而常常被彗折磨。
柴崎 猛
FIN/菲因
12月30日出生。2-C班学生。某小國的王子。為了娶光而進了白選館就讀（因為光很像他的母親）。實則是女孩子，但因為要成為王子而要扮成男生。偶然中被龍得悉。喜歡龍。
常盤 庵
2-B班学生。2年级时候轉入，和光并列2位。目標和光一样是成为1位。是医院院長的次子，想開一间理发店。虽然这所学校禁止打工，不过为了梦想偷偷的打工。彗已经决定要将庵「抹殺」。对光持续抱有好感。但最後依然轉學了〈為了他的夢想而出國留學〉。

### 黑泉學園
雜賀 八尋（聲：浪川大輔/谷山紀章/小清水亞美（幼少期）；台灣：陳宏瑋/林美秀（幼少期））
7月7日出生。AB型。身高173cm。家族構成：父・母・弟。曾被「私立白選館學園高校」趕出校。和彗以及明從小一起玩。喜歡明。後來和芽發展出淡淡的戀愛關係。弟弟千歲超愛黏著小光。
牛窪 櫻（聲：嘉數由美/桑谷夏子；台灣：黃珽筠）
12月14日出生。B型。身高155cm。原是彗的相親對象，結果對純一見鍾情，現在與純交往中。最痛恨別人騙她。

### S·A 關係者·家人
緒方 蒼（聲：小野大輔/遊佐浩二；台灣：林谷珍）
8月21日出生。A型。瀧島集團會長綜合秘書。「放學後☆瀧島CLUB」的會長。能力和彗不相上下。對瀧島家非常忠心，非常敬佩彗。錢包裡除了卡片還有一大堆彗的生活照。
狩野 菫（聲：折笠爱/田中敦子；台灣：林美秀）
狩野 宙的母親。私立白選館學園高校的理事長。
瀧島 曉（聲：高城元氣/緒方惠美；台灣：錢欣郁）
瀧島 彗和瀧島 翠的父親。瀧島集團社長。35歲，但樣貌跟年齡不相乎，外表是個比彗還要年幼的小男孩。和光、彗一樣，擅於摔跤。
瀧島 翠（聲：疋田由香里/清水香里；台灣：黃珽筠）
家族構成：父・母・哥。瀧島 彗的弟弟。瀧島集團社長的兒子。就讀白選館學園初等部6年B組。很喜歡哥哥，同時亦喜歡捉弄光。
瀧島 碧
瀧島 彗和瀧島 翠的母親。
華園 亮（聲：-/市來光弘）
華園 光的哥哥，和平愛好者，不管發生什麼事都不生氣（除非是有關小光）。不生氣的原因是因為生氣起來跟般若一樣，小時候曾嚇昏小光。

### 其他
雜賀 千歲（聲：-/小清水亞美；台灣：雷碧文）
家族構成：父・母・哥。雜賀 八尋的弟弟。本來在「角色扮演」中要求華園 光扮演小狗貝斯，後來卻很喜歡和她待在一起。

## 出版書籍
單行本
| 卷數 | 白泉社         | 白泉社                 | 長鴻出版社     | 長鴻出版社           |
| 卷數 | 發售日期       | ISBN                   | 發售日期       | EAN                  |
| ---- | -------------- | ---------------------- | -------------- | -------------------- |
| 1    | 2004年7月16日  | ISBN 4-592-18131-X     | 2005年6月30日  | EAN 471-0765-19618-9 |
| 2    | 2004年12月16日 | ISBN 4-592-18132-8     | 2005年10月5日  | EAN 471-0765-19761-2 |
| 3    | 2005年3月18日  | ISBN 4-592-18133-6     | 2005年11月17日 | EAN 471-0765-19943-2 |
| 4    | 2005年8月19日  | ISBN 4-592-18134-4     | 2006年5月20日  | EAN 471-0765-20460-0 |
| 5    | 2005年11月18日 | ISBN 4-592-18135-2     | 2006年11月17日 | EAN 471-0765-20932-2 |
| 6    | 2006年3月17日  | ISBN 4-592-18136-0     | 2007年1月6日   | EAN 471-0765-20949-0 |
| 7    | 2006年8月18日  | ISBN 4-592-18137-9     | 2007年8月2日   | EAN 471-0765-21672-6 |
| 8    | 2006年11月17日 | ISBN 4-592-18138-7     | 2007年9月15日  | EAN 471-0765-21725-9 |
| 9    | 2007年2月19日  | ISBN 978-4-592-18139-2 | 2007年11月1日  | EAN 471-0765-21844-7 |
| 10   | 2007年7月19日  | ISBN 978-4-592-18140-8 | 2008年2月27日  | EAN 471-2805-82141-9 |
| 11   | 2007年11月19日 | ISBN 978-4-592-18141-5 | 2008年6月11日  | EAN 471-2805-82490-8 |
| 12   | 2008年2月19日  | ISBN 978-4-592-18142-2 | 2008年8月13日  | EAN 471-2805-82562-2 |
| 13   | 2008年4月18日  | ISBN 978-4-592-18143-9 | 2008年9月29日  | EAN 471-2805-82776-3 |
| 14   | 2008年7月17日  | ISBN 978-4-592-18144-6 | 2009年1月1日   | EAN 471-2805-82896-8 |
| 15   | 2008年11月19日 | ISBN 978-4-592-18145-3 | 2009年4月15日  | EAN 471-1552-44158-1 |
| 16   | 2009年3月19日  | ISBN 978-4-592-18146-0 | 2009年9月9日   | EAN 471-1552-44574-9 |
| 17   | 2009年6月19日  | ISBN 978-4-592-18149-1 | 2009年11月17日 | EAN 471-1552-44727-9 |

- S・A 特優生～場外亂鬥～（S・A(スペシャル・エー) ─場外乱闘─）

| 卷數 | 白泉社        | 白泉社                 | 長鴻出版社    | 長鴻出版社           |
| 卷數 | 發售日期      | ISBN                   | 發售日期      | EAN                  |
| ---- | ------------- | ---------------------- | ------------- | -------------------- |
| 全   | 2013年2月20日 | ISBN 978-4-592-18503-1 | 2013年10月3日 | EAN 471-5409-86019-8 |

導讀手冊
- S・Aファンブック ～S・＠fight！～

2008年7月17日發行、ISBN 978-4-592-18777-6

## 电视动画
2008年春開始播映。全24話。动画版的标题是《S・A〜スペシャル・エー〜》。

### 制作人员
- 監督：宮尾佳和
- 系列構成・脚本：花田十輝
- 脚本：花田十輝、柿原優子、伊藤美智子、与口奈津江、杉原研二、冨岡淳廣、北条千夏
- 角色设计：中原清隆
- 色彩設計：松山愛子
- 美術監督：杉本あゆみ
- 撮影監督：平林奈奈惠
- 編集：右山章太
- 音響監督：飯田里樹
- 音響制作：DAX Production
- 音楽制作：波麗佳音
- 音楽：海田庄吾、光永利惠
- 动画製作：GONZO×AIC
- 製作：白選館学園高校理事会

### 主題曲
片頭曲
- 『SPECIAL DAYS』（第2話 - 第12話）

作詞：小間浩子、作曲：西賢二、編曲：光永利恵、歌：華園 光（後藤邑子）with S・A
- 『Gorgeous 4U』（第13話 - 第24話）

作詞：Bee'、作曲、編曲：上松範康（Elements Garden）、歌：瀧島 彗（福山潤）、狩野 宙（下野紘）、山本 純（代永翼）、辻 竜（堀江一真）
片尾曲
- （第1話 - 第12話、第24話）

作詞：武藤亜季、作曲：テリエ・イツ、編曲：光永利恵、歌：瀧島 彗（福山潤）、狩野 宙（下野紘）、山本 純（代永翼）、辻 竜（堀江一真）
- （第13話 - 第23話）

作詞：Bee'、作曲、編曲：上松範康（Elements Garden）、歌：華園 光（後藤邑子）、東堂 明（生天目仁美）、山本 芽（高垣彩陽）
插曲
- （第19話）

歌：山本 芽（高垣彩陽）
角色歌曲
- 『Innocent Love（純真的愛）』

歌：瀧島 彗（福山潤）
- 『Midnight Moon（午夜之月）』

歌：瀧島 彗（福山潤）
- 『Hibike! High Touch』

歌：華園 光（後藤邑子）
- 『Non-Stop High Tension（不停的張力）』

歌：華園 光（後藤邑子）
- 『星の流れる夜に』

歌：山本 芽（高垣彩陽）

### 各話列表
| 話數   | 日文標題 | 中文標題         | 劇本       | 分鏡              | 演出       | 作畫監督                              |
| ------ | -------- | ---------------- | ---------- | ----------------- | ---------- | ------------------------------------- |
| 第1話  |          | 光．彗           | 花田十輝   | 宮尾佳和          | 宮尾佳和   | 小暮昌廣、中原清隆                    |
| 第2話  |          | 自尊．角力       | 柿原優子   | 越智博之          | 山田弘和   | 清水裕輔                              |
| 第3話  |          | 飯糰．真心       | 伊藤美智子 | 福田道生          | 仁昌寺義人 | 竹森由加、深澤謙二                    |
| 第4話  |          | 兄弟．老師       | 與口奈津江 | 影山楙倫          | 遠藤廣隆   | 竹森由加、深澤謙二                    |
| 第5話  |          | 祭典．對決       | 杉原研二   | 宮尾佳和          | 唐戶光博   | 合田浩章                              |
| 第6話  |          | 邀請函．雜賀家   | 與口奈津江 | 影山楙倫          | 中島秀剛   | 山本佐和子                            |
| 第7話  |          | 敏銳．遲鈍       | 柿原優子   | 木村隆一          | 仁昌寺義人 | 北島信幸、高木春美                    |
| 第8話  |          | 旅行．狗         | 杉原研二   | 福田道生          | 山田弘和   | 豬股雅美                              |
| 第9話  |          | 別墅．信         | 伊藤美智子 | 河本昇悟          | 岩田義彥   | 深澤謙二、竹森由加                    |
| 第10話 |          | 殿下．龍         | 花田十輝   | 飯田崇            | 津田尚克   | 佐藤道雄                              |
| 第11話 |          | 女朋友．男朋友   | 杉原研二   | 吉田徹            | 吉田徹     | 純山きあ                              |
| 第12話 |          | 高燒．熱情       | 柿原優子   | 秋山勝仁          | 仁昌寺義人 | 山本佐和子                            |
| 第13話 |          | 魔法．朋友       | 富岡淳廣   | 福田道生          | 中島秀剛   | 北島信幸、高木晴美                    |
| 第14話 |          | 想保護你．對不起 | 富岡淳廣   | 河本昇悟          | 唐戶光博   | 永田正美                              |
| 第15話 |          | 仁義．王道       | 北条千夏   | 影山楙倫          | 岩田義彥   | 松原豐                                |
| 第16話 |          | 喜歡．親吻       | 杉原研二   | 遠藤廣隆 宮尾佳和 | 山田弘和   | 豬股雅美                              |
| 第17話 |          | 謝絕．笑容       | 柿原優子   | 河本昇吾          | 仁昌寺義人 | 原修一                                |
| 第18話 |          | 東堂．狩野       | 花田十輝   | 吉田徹            | 吉田徹     | 山本佐和子                            |
| 第19話 |          | 歌聲．壞人       | 與口奈津江 | 影山楙倫          | 唐戶光博   | 北島信幸、諸石美雪 村上真紀、梶山浩志 |
| 第20話 |          | 轉換．危機       | 北条千夏   | 佐佐木奈奈子      | 岩田義彥   | 永田正美                              |
| 第21話 |          | 敵對．實現       | 杉原研二   | 河本昇悟          | 山田弘和   | 日下部智津子                          |
| 第22話 |          | 戀愛．意外       | 柿原優子   | 木村隆一          | 吉田徹     | 中島美子、武本大介                    |
| 第23話 |          | SA．FA           | 花田十輝   | 宮尾佳和          | 仁昌寺義人 | 豬股雅美                              |
| 第24話 |          | 華園光．瀧島彗   | 花田十輝   | 宮尾佳和          | 宮尾佳和   | 中原清隆                              |

### 播映電視台
日本深夜動畫：下文記載的日本国内播放時間使用日本標準時間（UTC+9）表示。因為部分時間标识會採用30小时制，因此請留意这类超过24:00的时间，其實際播放時間為翌日清晨。
| 播映地區 | 電視台       | 播映期間                | 播映時間 （UTC+9）                               | 所屬電視網         |
| -------- | ------------ | ----------------------- | ------------------------------------------------ | ------------------ |
| 千葉縣   | 千葉電視台   | 2008年4月6日 - 9月14日  | 星期日 25時30分 - 26時00分                       | 獨立UHF放送局      |
| 神奈川縣 | 神奈川電視台 | 2008年4月7日 - 9月15日  | 星期一 23時00分 - 23時30分                       | 獨立UHF放送局      |
| 埼玉縣   | 埼玉電視台   | 2008年4月9日 - 9月17日  | 星期三 25時30分 - 26時00分                       | 獨立UHF放送局      |
| 大阪府   | 大阪電視台   | 2008年4月11日 - 9月19日 | 星期五 25時23分 - 25時53分                       | TXN系列            |
| 愛知縣   | 愛知電視台   | 2008年4月11日 - 9月19日 | 星期五 25時58分 - 26時28分                       | TXN系列            |
| 全日本   | AT-X         | 2008年4月17日 - 9月25日 | 星期四 11時00分 - 11時30分 （有重播）            | CS放送 （TXN系列） |
| 臺灣     | Channel V    | 2010年7月27日 - 8月27日 | 星期一至五 19:00 - 19:30 8月3日改為19:30 - 20:00 |                    |

## DRAMA CD
2007年2月23日，由Marine Entertainment发行。担任声优与动画版不同。